# عبد الجبار الضحاك
عبد الجبار الضحاك (1 نيسان 1940 في سلمية، حماة - 7 ديسمبر 2020) سياسي، ودبلوماسي، وأكاديمي سوري، شغل منصب وزير النفط والثروة المعدنية سابقا وكان سفير بلاده لدى الجزائر وأستاذ دكتور في علم النبات والأحياء في كلية العلوم، جامعة دمشق.

## حياته
تخرج الضحاك من جامعة دمشق عام 1961 حاملأ إجازة في علم الأحياء واتخذ السلك الأكاديمي في مسيرته. أُرسل الضحاك في 5 تشرين الثاني 1967 مع وفد حكومي من الطلبة السوريين إلى فرنسا وأقدم على دراسة الدكتوراه في مركز الدراسات النووية التابع لهيئة الطاقة الذرية في مدينة غرونوبل الفرنسية. بعد 5 سنوات من التحصيل الأكاديمي في آب 1972 عاد إلى سوريا واستلم عدة مناصب حكومية إلى جانب وزارة النفط والثروة المعدنية (1980-1984). فكان عميد كلية العلوم (1989-1990) وسفير الجمهورية العربية السورية إلى الجزائر لمدة 9 سنوات (1990-1999).
عمل الضحاك بروفيسورا محاضرا في كلية علوم جامعة دمشق حتى وفاته، كما انتخب عام 2016 عضوا مراسلا في المجمع العلمي للغة العربية بدمشق.
الضحاك هو والد عضو الوفد السوري الدائم لدى الأمم المتحدة في نيويورك المستشار والسكرتير الأول قصي الضحاك.

## وفاته
توفي يوم الاثنين 7 ديسمبر 2020 ميلاديّا، الموافق 22 ربيع الآخر 1442 هجريّا، عن عمر ناهز 80 عامًا.